# جایزه گلدن گلوب بهترین بازیگر نقش مکمل مرد
جایزه گلدن گلوب برای بهترین بازیگر نقش مکمل مرد – فیلم سینمایی یکی از جوایز گلدن گلوب است که اولین بار توسط انجمن مطبوعات خارجی هالیوود در سال ۱۹۴۴ برای بازی در فیلم سینمایی اکران‌شده در سال قبل اعطا شد. عنوان رسمی از زمان پیدایش آن متفاوت بوده‌است. از سال ۲۰۰۵، این جایزه به‌طور رسمی «بهترین اجرای بازیگر نقش مکمل مرد در یک فیلم سینمایی» نامیده می‌شود. شش بازیگر دو بار برنده این جایزه شده‌اند: ریچارد اتنبرا، ادموند گون، مارتین لاندو، ادموند اوبرایان، کریستف والتس، و برد پیت.

## نامزدها و برندگان

### دهه۱۹۴۰
| مراسم                   | هنرپیشه        | شخصیت             | فیلم                           |
| ----------------------- | -------------- | ----------------- | ------------------------------ |
| نخستین مراسم گلدن گلوب  | آکیم تامیروف   | Pablo             | زنگ‌ها برای که به صدا در می‌آیند |
| دومین مراسم گلدن گلوب   | بری فیتزجرالد  | Father Fitzgibbon | به راه خود می‌روم               |
| سومین مراسم گلدن گلوب   | جی. کارول نایش | Charley Martin    | A Medal for Benny              |
| چهارمین مراسم گلدن گلوب | کلیفتون وب     | Elliott Templeton | لبه تیغ                        |
| پنجمین مراسم گلدن گلوب  | ادموند گون     | بابا نوئل         | معجزه در خیابان سی و چهارم     |
| ششمین مراسم گلدن گلوب   | والتر هیوستون  | Howard            | گنج‌های سیرا مادره              |
| هفتمین مراسم گلدن گلوب  | جیمز ویتمور    | Kinnie            | میدان جنگ                      |

### دهه ۱۹۵۰
| مراسم                     | هنرپیشه               | شخصیت                          | فیلم                            |
| ------------------------- | --------------------- | ------------------------------ | ------------------------------- |
| هشتمین مراسم گلدن گلوب    | ادموند گون            | 'Skipper' Miller               | Mister 880                      |
| هشتمین مراسم گلدن گلوب    | جرج سندرز             | Addison DeWitt                 | همه‌چیز درباره ایو               |
| هشتمین مراسم گلدن گلوب    | اریش فن اشتروهم       | Max Von Mayerling              | سانست بلوار                     |
| نهمین مراسم گلدن گلوب     | پیتر اوستینوف         | نرون                           | کجا می‌روی                       |
| دهمین مراسم گلدن گلوب     | میلارد میچل           | James Connie                   | My Six Convicts                 |
| دهمین مراسم گلدن گلوب     | کرت کاشنر             | Uncle Louis Bonnard            | The Happy Time                  |
| دهمین مراسم گلدن گلوب     | گیلبرت رولان          | Victor 'Gaucho' Ribera         | بد و زیبا                       |
| یازدهمین مراسم گلدن گلوب  | فرانک سیناترا         | Pvt. Angelo Maggio             | از اینجا تا ابدیت               |
| دوازدهمین مراسم گلدن گلوب | ادموند اوبرایان       | Oscar Muldoon                  | کنتس پابرهنه                    |
| سیزدهمین مراسم گلدن گلوب  | آرتور کندی            | Barney                         | Trial                           |
| چهاردهمین مراسم گلدن گلوب | ارل هالیمن            | Jim Curry                      | دلال بیمه                       |
| چهاردهمین مراسم گلدن گلوب | ادی آلبرت             | Capt. McLean                   | The Teahouse of the August Moon |
| چهاردهمین مراسم گلدن گلوب | اسکار هومولکا         | میخائیل کوتوزوف                | جنگ و صلح                       |
| چهاردهمین مراسم گلدن گلوب | آنتونی کوئین          | پل گوگن                        | شور زندگی                       |
| چهاردهمین مراسم گلدن گلوب | ایلای والاک           | Silva Vacarro                  | بیبی دال                        |
| پانزدهمین مراسم گلدن گلوب | رد باتنز              | Joe Kelly                      | سایونارا                        |
| پانزدهمین مراسم گلدن گلوب | لی جی. کاب            | Juror #3                       | ۱۲ مرد خشمگین                   |
| پانزدهمین مراسم گلدن گلوب | سه‌سوئه هایاکاوا       | Colonel Saito                  | پل رودخانه کوای                 |
| پانزدهمین مراسم گلدن گلوب | نایجل پاتریک          | Prof. Jerusalem Webster Stiles | شهرستان رینتری                  |
| پانزدهمین مراسم گلدن گلوب | اد وین                | Paul Beaseley                  | The Great Man                   |
| شانزدهمین مراسم گلدن گلوب | برل آیوز              | Rufus Hannassey                | کشور بزرگ                       |
| شانزدهمین مراسم گلدن گلوب | هری گواردینو          | Angelo Donatello               | خانه قایقی                      |
| شانزدهمین مراسم گلدن گلوب | David Ladd            | David Chandler                 | یاغی مغرور                      |
| شانزدهمین مراسم گلدن گلوب | گیگ یانگ              | Dr. Hugo Pine                  | نورچشمی معلم                    |
| شانزدهمین مراسم گلدن گلوب | افرم زیمبالیست جونیور | Jacob 'Jake' Diamond           | Home Before Dark                |
| هفدهمین مراسم گلدن گلوب   | استیون بوید           | Messala                        | بن هور                          |
| هفدهمین مراسم گلدن گلوب   | فرد آستر              | Julian Osborn                  | On the Beach                    |
| هفدهمین مراسم گلدن گلوب   | تونی رندل             | Jonathan Forbes                | صحبت‌های بالشی                   |
| هفدهمین مراسم گلدن گلوب   | رابرت وان             | Chester A. 'Chet' Gwynn        | فیلادلفیایی‌های جوان             |
| هفدهمین مراسم گلدن گلوب   | Joseph N. Welch       | Judge Weaver                   | تشریح یک قتل                    |

### دهه ۱۹۶۰
| مراسم                         | هنرپیشه               | شخصیت                        | فیلم                              |
| ----------------------------- | --------------------- | ---------------------------- | --------------------------------- |
| هجدهمین مراسم گلدن گلوب       | مراسم مینئو           | Dov Landau                   | خروج                              |
| هجدهمین مراسم گلدن گلوب       | Lee Kinsolving        | Sammy Goldenbaum             | The Dark at the Top of the Stairs |
| هجدهمین مراسم گلدن گلوب       | Ray Stricklyn         | Jeb Lucas Tyler              | The Plunderers                    |
| هجدهمین مراسم گلدن گلوب       | وودی استرود           | Draba                        | اسپارتاکوس                        |
| هجدهمین مراسم گلدن گلوب       | پیتر اوستینوف         | Lentulus Batiatus            | اسپارتاکوس                        |
| نوزدهمین مراسم گلدن گلوب      | جورج چاکیریس          | Bernardo                     | داستان وست ساید                   |
| نوزدهمین مراسم گلدن گلوب      | مونتگومری کلیفت       | Rudolph Petersen             | محاکمه در نورنبرگ                 |
| نوزدهمین مراسم گلدن گلوب      | جکی گلیسون            | Minnesota Fats               | بیلیاردباز                        |
| نوزدهمین مراسم گلدن گلوب      | تونی رندل             | Peter 'Pete' Ramsey          | Lover Come Back                   |
| نوزدهمین مراسم گلدن گلوب      | جرج سی. اسکات         | Bert Gordon                  | بیلیاردباز                        |
| بیستمین مراسم گلدن گلوب       | عمر شریف              | Sherif Ali                   | لورنس عربستان                     |
| بیستمین مراسم گلدن گلوب       | اد بگلی               | Tom Boss Finley              | پرنده شیرین جوانی                 |
| بیستمین مراسم گلدن گلوب       | ویکتور بوینو          | Edwin Flagg                  | چه بر سر بیبی جین آمد؟            |
| بیستمین مراسم گلدن گلوب       | هری گواردینو          | Sgt. Joseph Contini          | The Pigeon That Took Rome         |
| بیستمین مراسم گلدن گلوب       | راس مارتین            | Garland Humphrey 'Red' Lynch | Experiment in Terror              |
| بیستمین مراسم گلدن گلوب       | پل نیومن              | The Battler                  | ماجراهای یک مرد جوان همینگوی      |
| بیستمین مراسم گلدن گلوب       | سزار رومرو            | Robert Swan / Adam Wright    | If a Man Answers                  |
| بیستمین مراسم گلدن گلوب       | تلی ساوالاس           | Feto Gomez                   | پرنده‌باز آلکاتراز                 |
| بیستمین مراسم گلدن گلوب       | پیتر سلرز             | Clare Quilty                 | لولیتا                            |
| بیستمین مراسم گلدن گلوب       | هارولد جی استون       | Frank Garnell                | The Chapman Report                |
| بیست و یکمین مراسم گلدن گلوب  | جان هیوستون           | Cardinal Glennon             | کاردینال                          |
| بیست و یکمین مراسم گلدن گلوب  | لی جی. کاب            | Harry R. Baker               | Come Blow Your Horn               |
| بیست و یکمین مراسم گلدن گلوب  | بابی دارین            | Cpl. Jim Tompkins            | کاپیتان نیومن ام.دی.              |
| بیست و یکمین مراسم گلدن گلوب  | ملوین داگلاس          | Homer Bannon                 | هاد                               |
| بیست و یکمین مراسم گلدن گلوب  | هیو گریفیث            | Squire Western               | تام جونز                          |
| بیست و یکمین مراسم گلدن گلوب  | پال مان               | Aleko Sinnikoglou            | آمریکا، آمریکا                    |
| بیست و یکمین مراسم گلدن گلوب  | رادی مک‌داول           | آگوستوس                      | کلئوپاترا                         |
| بیست و یکمین مراسم گلدن گلوب  | Gregory Rozakis       | Hohannes Gardashian          | آمریکا، آمریکا                    |
| بیست و دومین مراسم گلدن گلوب  | ادموند اوبرایان       | Senator Ray Clark            | هفت روز در ماه مه                 |
| بیست و دومین مراسم گلدن گلوب  | Cyril Delevanti       | Nonno                        | شب ایگوانا                        |
| بیست و دومین مراسم گلدن گلوب  | استنلی هالووی         | Alfred P. Doolittle          | بانوی زیبای من                    |
| بیست و دومین مراسم گلدن گلوب  | گیلبرت رولان          | Dull Knife                   | پاییز قبیله شاین                  |
| بیست و دومین مراسم گلدن گلوب  | لی تریسی              | Art Hockstader               | بهترین مرد                        |
| بیست و سومین مراسم گلدن گلوب  | اسکار ورنر            | Fiedler                      | جاسوس جنگ سرد                     |
| بیست و سومین مراسم گلدن گلوب  | رد باتنز              | Arthur Landau                | هارلو                             |
| بیست و سومین مراسم گلدن گلوب  | فرانک فینلی           | Iago                         | اتلو                              |
| بیست و سومین مراسم گلدن گلوب  | هاردی کروگر           | Heinrich Dorfmann            | پرواز ققنوس                       |
| بیست و سومین مراسم گلدن گلوب  | تلی ساوالاس           | Sgt. Guffy                   | نبرد تانک‌ها                       |
| بیست‌وچهارمین مراسم گلدن گلوب  | ریچارد اتنبرا         | Frenchy Burgoyne             | دانه‌های شن                        |
| بیست‌وچهارمین مراسم گلدن گلوب  | ماکو ایواماتسو        | Po-han                       | دانه‌های شن                        |
| بیست‌وچهارمین مراسم گلدن گلوب  | جان ساکسون            | Chuy Medina                  | آپالوزا                           |
| بیست‌وچهارمین مراسم گلدن گلوب  | جرج سیگال             | Nick                         | چه کسی از ویرجینیا وولف می‌ترسد؟   |
| بیست‌وچهارمین مراسم گلدن گلوب  | لی وان کلیف           | Col.Douglas Mortimor         | به خاطر چند دلار بیشتر            |
| بیست و پنجمین مراسم گلدن گلوب | ریچارد اتنبرا         | Albert Blossom               | دکتر دولیتل                       |
| بیست و پنجمین مراسم گلدن گلوب | جان کاساوتیس          | Victor R. Franko             | دوازده مرد خبیث                   |
| بیست و پنجمین مراسم گلدن گلوب | جرج کندی              | Dragline                     | لوک خوش‌دست                        |
| بیست و پنجمین مراسم گلدن گلوب | مایکل جی. پولارد      | C.W. Moss                    | بانی و کلاید                      |
| بیست و پنجمین مراسم گلدن گلوب | افرم زیمبالیست جونیور | Sam Hendrix                  | تا تاریکی صبر کن                  |
| بیست و ششمین مراسم گلدن گلوب  | دنیل ماسی             | نوئل کوارد                   | ستاره!                            |
| بیست و ششمین مراسم گلدن گلوب  | بو بریجز              | Tim Austin                   | For Love of Ivy                   |
| بیست و ششمین مراسم گلدن گلوب  | اوسی دیویس            | Joseph Lee                   | The Scalphunters                  |
| بیست و ششمین مراسم گلدن گلوب  | هیو گریفیث            | Lebedev                      | تعمیرکار                          |
| بیست و ششمین مراسم گلدن گلوب  | مارتین شین            | Timmy Cleary                 | موضوع شاخه‌های گل رز بود           |
| بیست و هفتمین مراسم گلدن گلوب | گیگ یانگ              | Rocky                        | مگر آن‌ها اسب‌ها را خلاص نمی‌کنند؟   |
| بیست و هفتمین مراسم گلدن گلوب | رد باتنز              | Sailor                       | مگر آن‌ها اسب‌ها را خلاص نمی‌کنند؟   |
| بیست و هفتمین مراسم گلدن گلوب | جک نیکلسون            | George Hanson                | ایزی رایدر                        |
| بیست و هفتمین مراسم گلدن گلوب | آنتونی کوایلی         | Cardinal تامس وولسی          | یک‌هزار روز از آن                  |
| بیست و هفتمین مراسم گلدن گلوب | میچ فوگل              | Lucius McCaslin              | The Reivers                       |

### دهه ۱۹۷۰
| مراسم                         | هنرپیشه            | شخصیت                             | فیلم                                      |
| ----------------------------- | ------------------ | --------------------------------- | ----------------------------------------- |
| بیست و هشتمین مراسم گلدن گلوب | جان میلز           | Michael                           | دختر رایان                                |
| بیست و هشتمین مراسم گلدن گلوب | چیف دن جورج        | Old Lodge Skins                   | بزرگ‌مرد کوچک                              |
| بیست و هشتمین مراسم گلدن گلوب | تروور هاوارد       | Father Collins                    | دختر رایان                                |
| بیست و هشتمین مراسم گلدن گلوب | جرج کندی           | Joe Patroni                       | فرودگاه                                   |
| بیست و هشتمین مراسم گلدن گلوب | جان مارلی          | Phil Cavalleri                    | داستان عشق                                |
| بیست و نهمین مراسم گلدن گلوب  | بن جانسون          | Sam the Lion                      | آخرین نمایش فیلم                          |
| بیست و نهمین مراسم گلدن گلوب  | توماس بیکر         | گریگوری راسپوتین                  | نیکلاس و الکساندرا                        |
| بیست و نهمین مراسم گلدن گلوب  | آرت گارفانکل       | Sandy                             | معرفت جسمانی                              |
| بیست و نهمین مراسم گلدن گلوب  | لی وان کلیف        | Jaroo                             | ال کندور                                  |
| بیست و نهمین مراسم گلدن گلوب  | یان-مایکل وینسنت   | Jimmy Graham                      | Going Home                                |
| سی‌امین مراسم گلدن گلوب        | جوئل گری           | Master of Ceremonies              | کاباره                                    |
| سی‌امین مراسم گلدن گلوب        | جیمز کان           | سانی کورلئونه                     | پدرخوانده                                 |
| سی‌امین مراسم گلدن گلوب        | جیمز کوکو          | سانچو پانزا                       | مردی از لا مانتا                          |
| سی‌امین مراسم گلدن گلوب        | آلک مک‌کاون         | Henry Pulling                     | سفرهای من و عمه‌ام                         |
| سی‌امین مراسم گلدن گلوب        | کلایو رویل         | Carlo Carlucci                    | آوانتی!                                   |
| سی و یکمین مراسم گلدن گلوب    | جان هاوسمن         | Charles W. Kingsfield, Jr.        | The Paper Chase                           |
| سی و یکمین مراسم گلدن گلوب    | مارتین بالسام      | Harry Walden                      | آرزوهای تابستان، رؤیاهای زمستان           |
| سی و یکمین مراسم گلدن گلوب    | جک گیلفورد         | Phil Greene                       | ببر را نجات دهید                          |
| سی و یکمین مراسم گلدن گلوب    | رندی کواید         | Meadows                           | آخرین مأموریت                             |
| سی و یکمین مراسم گلدن گلوب    | ماکس فون سیدو      | لنکستر مرین                       | جن‌گیر                                     |
| سی و دومین مراسم گلدن گلوب    | فرد آستر           | Harlee Claiborne                  | آسمانخراش جهنمی                           |
| سی و دومین مراسم گلدن گلوب    | ادی آلبرت          | Warden Hazen                      | طولانی‌ترین فاصله                          |
| سی و دومین مراسم گلدن گلوب    | بروس درن           | گتسبی بزرگ                        | گتسبی بزرگ                                |
| سی و دومین مراسم گلدن گلوب    | جان هیوستون        | Noah Cross                        | محله چینی‌ها                               |
| سی و دومین مراسم گلدن گلوب    | سم واترستون        | گتسبی بزرگ                        | گتسبی بزرگ                                |
| سی و سومین مراسم گلدن گلوب    | ریچارد بنجامین     | Ben Clark                         | پسران آفتاب                               |
| سی و سومین مراسم گلدن گلوب    | جان کازال          | Sal                               | بعدازظهر سگی                              |
| سی و سومین مراسم گلدن گلوب    | چارلز دارنینگ      | Eugene Moretti                    | بعدازظهر سگی                              |
| سی و سومین مراسم گلدن گلوب    | هنری گیبسون        | Haven Hamilton                    | نشویل                                     |
| سی و سومین مراسم گلدن گلوب    | بورگس مریدیت       | Harry Greener                     | روز اقاقیا                                |
| سی و چهارمین مراسم گلدن گلوب  | لارنس الیویه       | Christian Szell                   | ماراتن من                                 |
| سی و چهارمین مراسم گلدن گلوب  | مارتی فلدمن        | Marty Eggs                        | فیلم صامت                                 |
| سی و چهارمین مراسم گلدن گلوب  | ران هاوارد         | Gillom Rogers                     | The Shootist                              |
| سی و چهارمین مراسم گلدن گلوب  | جیسون روباردز      | بنجامین سی. بردلی                 | All the President's Men                   |
| سی و چهارمین مراسم گلدن گلوب  | اسکار ورنر         | Professor Egon Kreisler           | Voyage of the Damned                      |
| سی و پنجمین مراسم گلدن گلوب   | پیتر فرث           | Alan Strang                       | ستوران                                    |
| سی و پنجمین مراسم گلدن گلوب   | میخاییل باریشنیکوف | Yuri Kopeikine                    | نقطه عطف                                  |
| سی و پنجمین مراسم گلدن گلوب   | الک گینس           | اوبی‌وان کنوبی                     | جنگ ستارگان                               |
| سی و پنجمین مراسم گلدن گلوب   | جیسون روباردز      | دشیل همت                          | جولیا                                     |
| سی و پنجمین مراسم گلدن گلوب   | ماکسیمیلیان شل     | Johann                            | جولیا                                     |
| سی و ششمین مراسم گلدن گلوب    | جان هرت            | Max                               | قطار سریع‌السیر نیمه‌شب                     |
| سی و ششمین مراسم گلدن گلوب    | بروس درن           | Bob Hyde                          | بازگشت به وطن                             |
| سی و ششمین مراسم گلدن گلوب    | دادلی مور          | Stanley Tibbets                   | Foul Play                                 |
| سی و ششمین مراسم گلدن گلوب    | رابرت مورلی        | Max                               | Who Is Killing the Great Chefs of Europe? |
| سی و ششمین مراسم گلدن گلوب    | کریستوفر واکن      | Cpl. Nikanor "Nick" Chevotarevich | شکارچی گوزن                               |
| سی و هفتمین مراسم گلدن گلوب   | ملوین داگلاس       | Benjamin Rand                     | حضور                                      |
| سی و هفتمین مراسم گلدن گلوب   | رابرت دووال        | Lt. Col. Bill Kilgore             | اینک آخرالزمان                            |
| سی و هفتمین مراسم گلدن گلوب   | فردریک فورست       | Huston Dyer                       | رز                                        |
| سی و هفتمین مراسم گلدن گلوب   | جاستین هنری        | Billy Kramer                      | کریمر علیه کریمر                          |
| سی و هفتمین مراسم گلدن گلوب   | لارنس الیویه       | Julius                            | A Little Romance                          |

### دهه ۱۹۸۰
| مراسم                         | هنرپیشه              | شخصیت                       | فیلم                                |
| ----------------------------- | -------------------- | --------------------------- | ----------------------------------- |
| سی و هشتمین مراسم گلدن گلوب   | تیموتی هاتن          | Conrad Jarrett              | مردم معمولی                         |
| سی و هشتمین مراسم گلدن گلوب   | جاد هیرش             | Tyrone Berger               | مردم معمولی                         |
| سی و هشتمین مراسم گلدن گلوب   | جو پشی               | Joey LaMotta                | گاو خشمگین                          |
| سی و هشتمین مراسم گلدن گلوب   | جیسون روباردز        | هوارد هیوز                  | ملوین و هاوارد                      |
| سی و هشتمین مراسم گلدن گلوب   | اسکات ویلسون         | Capt. Billy Cutshaw         | The Ninth Configuration             |
| سی و نهمین مراسم گلدن گلوب    | جان گیلگد            | Hobson                      | آرتور                               |
| سی و نهمین مراسم گلدن گلوب    | جیمز کوکو            | Jimmy                       | تنها وقتی می‌خندم                    |
| سی و نهمین مراسم گلدن گلوب    | جک نیکلسون           | یوجین اونیل                 | سرخ‌ها                               |
| سی و نهمین مراسم گلدن گلوب    | هاوارد رولینز        | Coalhouse Walker, Jr.       | رگتایم                              |
| سی و نهمین مراسم گلدن گلوب    | اورسن ولز            | Judge Rauch                 | پروانه                              |
| چهلمین مراسم گلدن گلوب        | لوئیس گوست، جونیور   | Emil Foley                  | یک افسر و یک جنتل‌من                 |
| چهلمین مراسم گلدن گلوب        | رائول هولیا          | کالیبان                     | طوفان                               |
| چهلمین مراسم گلدن گلوب        | دیوید کیت            | Sid Worley                  | یک افسر و یک جنتل‌من                 |
| چهلمین مراسم گلدن گلوب        | جیمز میسون           | Ed Concannon                | حکم                                 |
| چهلمین مراسم گلدن گلوب        | جیم متسلر            | Mason McCormick             | Tex                                 |
| چهل و یکمین مراسم گلدن گلوب   | جک نیکلسون           | Garrett Breedlove           | شرایط مهرورزی                       |
| چهل و یکمین مراسم گلدن گلوب   | استیون باوئر         | صورت‌زخمی                    | صورت‌زخمی                            |
| چهل و یکمین مراسم گلدن گلوب   | چارلز دارنینگ        | Col. Erhardt                | بودن یا نبودن                       |
| چهل و یکمین مراسم گلدن گلوب   | جین هکمن             | Alex Grazier                | زیر آتش                             |
| چهل و یکمین مراسم گلدن گلوب   | کرت راسل             | Drew Stephens               | سیلک‌وود                             |
| چهل و دومین مراسم گلدن گلوب   | هاینگ اس. انگور      | دیث پران                    | میدان‌های کشتار                      |
| چهل و دومین مراسم گلدن گلوب   | آدولف سزار           | Sgt. Waters                 | داستان یک سرباز                     |
| چهل و دومین مراسم گلدن گلوب   | ریچارد کرنا          | Phil Brody                  | The Flamingo Kid                    |
| چهل و دومین مراسم گلدن گلوب   | جفری جونز            | یوزف دوم، امپراتور مقدس روم | آمادئوس                             |
| چهل و دومین مراسم گلدن گلوب   | پت موریتا            | Keisuke Miyagi              | بچه کاراته‌کار                       |
| چهل و سومین مراسم گلدن گلوب   | کلاوس ماریا برانداور | Bror von Blixen-Finecke     | خارج از آفریقا                      |
| چهل و سومین مراسم گلدن گلوب   | جوئل گری             | Chiun                       | Remo Williams: The Adventure Begins |
| چهل و سومین مراسم گلدن گلوب   | جان لون              | Joey Tai                    | مراسم اژدها                         |
| چهل و سومین مراسم گلدن گلوب   | اریک رابرتس          | Buck                        | قطار افسارگسیخته                    |
| چهل و سومین مراسم گلدن گلوب   | اریک استولتس         | Rocky Dennis                | ماسک                                |
| چهل و چهارمین مراسم گلدن گلوب | تام برنگر            | Sgt. Barnes                 | جوخه                                |
| چهل و چهارمین مراسم گلدن گلوب | مایکل کین            | Elliot                      | هانا و خواهرانش                     |
| چهل و چهارمین مراسم گلدن گلوب | دنیس هاپر            | Frank Booth                 | مخمل آبی                            |
| چهل و چهارمین مراسم گلدن گلوب | دنیس هاپر            | Shooter                     | هوزیرها                             |
| چهل و چهارمین مراسم گلدن گلوب | ری لیوتا             | Ray Sinclair                | Something Wild                      |
| چهل و پنجمین مراسم گلدن گلوب  | شان کانری            | Jim Malone                  | تسخیرناپذیران                       |
| چهل و پنجمین مراسم گلدن گلوب  | ریچارد درایفس        | Aaron Levinsky              | Nuts                                |
| چهل و پنجمین مراسم گلدن گلوب  | آر لی ارمی           | Gny. Sgt. Hartman           | غلاف تمام‌فلزی                       |
| چهل و پنجمین مراسم گلدن گلوب  | مورگان فریمن         | Fast Black                  | مهارت شهرنشینی                      |
| چهل و پنجمین مراسم گلدن گلوب  | راب لو               | Rory                        | Square Dance                        |
| چهل و ششمین مراسم گلدن گلوب   | مارتین لاندو         | Abe Karatz                  | تاکر: مردی در رویاهای خود           |
| چهل و ششمین مراسم گلدن گلوب   | الک گینس             | William Dorrit              | دوریت کوچک                          |
| چهل و ششمین مراسم گلدن گلوب   | نیل پاتریک هریس      | David Hart                  | Clara's Heart                       |
| چهل و ششمین مراسم گلدن گلوب   | رائول هولیا          | Roberto Strausmann          | Moon Over Parador                   |
| چهل و ششمین مراسم گلدن گلوب   | لو دایموند فیلیپس    | Angel Guzman                | بایست و تحویل بده                   |
| چهل و ششمین مراسم گلدن گلوب   | ریور فینیکس          | Danny Pope                  | ازنفس‌افتاده                         |
| چهل و هفتمین مراسم گلدن گلوب  | دنزل واشینگتن        | Pvt. Trip                   | افتخار                              |
| چهل و هفتمین مراسم گلدن گلوب  | دنی آیلو             | Sal                         | کار درست را بکن                     |
| چهل و هفتمین مراسم گلدن گلوب  | شان کانری            | Professor Henry Jones       | ایندیانا جونز و آخرین جنگ صلیبی     |
| چهل و هفتمین مراسم گلدن گلوب  | اد هریس              | Dave                        | چاقوی ضامن‌دار                       |
| چهل و هفتمین مراسم گلدن گلوب  | بروس ویلیس           | Emmett Smith                | در کشور                             |

### دهه ۱۹۹۰
| مراسم                           | هنرپیشه            | شخصیت                       | فیلم                                         |
| ------------------------------- | ------------------ | --------------------------- | -------------------------------------------- |
| چهل و هشتمین مراسم گلدن گلوب    | بروس دیویسن        | David                       | همدم طولانی مدت                              |
| چهل و هشتمین مراسم گلدن گلوب    | آرماند آسانته      | Roberto "Bobby Tex" Texador | سین جیم                                      |
| چهل و هشتمین مراسم گلدن گلوب    | هکتور الیزوندو     | Barney Thompson             | زن زیبا                                      |
| چهل و هشتمین مراسم گلدن گلوب    | اندی گارسیا        | Vincent Mancini             | پدرخوانده: قسمت سوم                          |
| چهل و هشتمین مراسم گلدن گلوب    | آل پاچینو          | Alphonse "Big Boy" Caprice  | دیک تریسی                                    |
| چهل و هشتمین مراسم گلدن گلوب    | جو پشی             | Tommy DeVito                | رفقای خوب                                    |
| چهل و نهمین مراسم گلدن گلوب     | جک پالانس          | Curly Washburn              | حقه‌بازان شهر                                 |
| چهل و نهمین مراسم گلدن گلوب     | ند بیتی            | Josef Locke                 | Hear My Song                                 |
| چهل و نهمین مراسم گلدن گلوب     | جان گودمن          | Charlie Meadows             | بارتون فینک                                  |
| چهل و نهمین مراسم گلدن گلوب     | هاروی کایتل        | Mickey Cohen                | باگزی                                        |
| چهل و نهمین مراسم گلدن گلوب     | بن کینگزلی         | Meyer Lansky                | باگزی                                        |
| پنجاهمین مراسم گلدن گلوب        | جین هکمن           | Little Bill Daggett         | نابخشوده                                     |
| پنجاهمین مراسم گلدن گلوب        | جک نیکلسون         | Col. Nathan R. Jessup       | چند مرد خوب                                  |
| پنجاهمین مراسم گلدن گلوب        | کریس اودانل        | Charlie Simms               | بوی خوش زن                                   |
| پنجاهمین مراسم گلدن گلوب        | آل پاچینو          | Ricky Roma                  | گلن‌گری گلن راس                               |
| پنجاهمین مراسم گلدن گلوب        | دیوید پیمر         | Stan                        | آقای شنبه شب                                 |
| پنجاه و یکمین مراسم گلدن گلوب   | تامی لی جونز       | Samuel Gerard               | فراری                                        |
| پنجاه و یکمین مراسم گلدن گلوب   | لئوناردو دی‌کاپریو  | Arnie Grape                 | چه چیزی گیلبرت گریپ را آزار می‌دهد            |
| پنجاه و یکمین مراسم گلدن گلوب   | رالف فاینز         | آمون گوت                    | فهرست شیندلر                                 |
| پنجاه و یکمین مراسم گلدن گلوب   | جان مالکوویچ       | Mitch Leary                 | در خط آتش                                    |
| پنجاه و یکمین مراسم گلدن گلوب   | شان پن             | David Kleinfeld             | راه کارلیتو                                  |
| پنجاه و دومین مراسم گلدن گلوب   | مارتین لاندو       | بلا لاگوسی                  | اد وود                                       |
| پنجاه و دومین مراسم گلدن گلوب   | کوین بیکن          | Wade                        | The River Wild                               |
| پنجاه و دومین مراسم گلدن گلوب   | ساموئل ال. جکسون   | Jules Winnfield             | داستان عامه‌پسند                              |
| پنجاه و دومین مراسم گلدن گلوب   | گری سینایس         | Lt. Dan Taylor              | فارست گامپ                                   |
| پنجاه و دومین مراسم گلدن گلوب   | جان تورتورو        | Herb Stempel                | مسابقه تلویزیونی                             |
| پنجاه و سومین مراسم گلدن گلوب   | برد پیت            | Jeffrey Goines              | ۱۲ میمون                                     |
| پنجاه و سومین مراسم گلدن گلوب   | اد هریس            | Gene Kranz                  | آپولو ۱۳                                     |
| پنجاه و سومین مراسم گلدن گلوب   | جان لگویزمائو      | Chi-Chi Rodriguez           | به وانگ فو، با تشکر برای همه چیز! جولی نیومر |
| پنجاه و سومین مراسم گلدن گلوب   | تیم راث            | Archibald Cunningham        | راب روی                                      |
| پنجاه و سومین مراسم گلدن گلوب   | کوین اسپیسی        | Roger "Verbal" Kint         | مظنونین همیشگی                               |
| پنجاه و چهارمین مراسم گلدن گلوب | ادوارد نورتون      | Aaron Stampler              | ترس کهن                                      |
| پنجاه و چهارمین مراسم گلدن گلوب | کوبا گودینگ جونیور | Rod Tidwell                 | جری مگوایر                                   |
| پنجاه و چهارمین مراسم گلدن گلوب | ساموئل ال. جکسون   | Carl Lee Hailey             | زمانی برای کشتن                              |
| پنجاه و چهارمین مراسم گلدن گلوب | پل اسکوفیلد        | Judge Thomas Danforth       | بوته آزمایش                                  |
| پنجاه و چهارمین مراسم گلدن گلوب | جیمز وودز          | Byron De La Beckwith        | ارواح میسیسیپی                               |
| پنجاه و پنجمین مراسم گلدن گلوب  | برت رینولدز        | Jack Horner                 | شب‌های عیاشی                                  |
| پنجاه و پنجمین مراسم گلدن گلوب  | روپرت اورت         | George Downes               | عروسی بهترین دوست من                         |
| پنجاه و پنجمین مراسم گلدن گلوب  | آنتونی هاپکینز     | جان کوینزی آدامز            | آمیستاد                                      |
| پنجاه و پنجمین مراسم گلدن گلوب  | گرگ کینر           | Simon Bishop                | بهتر از این نمی‌شه                            |
| پنجاه و پنجمین مراسم گلدن گلوب  | جان ویت            | Leo F. Drummond             | دلال بیمه                                    |
| پنجاه و پنجمین مراسم گلدن گلوب  | رابین ویلیامز      | Dr. Sean Maguire            | ویل هانتینگ خوب                              |
| پنجاه و ششمین مراسم گلدن گلوب   | اد هریس            | Christof                    | نمایش ترومن                                  |
| پنجاه و ششمین مراسم گلدن گلوب   | رابرت دووال        | Jerome Facher               | فعالیت مدنی                                  |
| پنجاه و ششمین مراسم گلدن گلوب   | بیل مری            | Herman Blume                | راشمور                                       |
| پنجاه و ششمین مراسم گلدن گلوب   | جفری راش           | Philip Henslowe             | شکسپیر عاشق                                  |
| پنجاه و ششمین مراسم گلدن گلوب   | دونالد ساترلند     | Bill Bowerman               | Without Limits                               |
| پنجاه و ششمین مراسم گلدن گلوب   | بیلی باب تورنتون   | Jacob Mitchell              | یک نقشه ساده                                 |
| پنجاه و هفتمین مراسم گلدن گلوب  | تام کروز           | Frank T.J. Mackey           | مگنولیا                                      |
| پنجاه و هفتمین مراسم گلدن گلوب  | مایکل کین          | Dr. Wilbur Larch            | قوانین خانه سایدر                            |
| پنجاه و هفتمین مراسم گلدن گلوب  | مایکل کلارک دانکن  | John Coffey                 | مسیر سبز                                     |
| پنجاه و هفتمین مراسم گلدن گلوب  | جود لا             | Dickie Greenleaf            | آقای ریپلی بااستعداد                         |
| پنجاه و هفتمین مراسم گلدن گلوب  | هالی جوئل آزمنت    | Cole Sear                   | حس ششم                                       |

### دهه ۲۰۰۰
| مراسم                          | هنرپیشه              | شخصیت                     | فیلم                               |
| ------------------------------ | -------------------- | ------------------------- | ---------------------------------- |
| پنجاه و هشتمین مراسم گلدن گلوب | بنیسیو دل تورو       | Javier Rodriguez          | قاچاق                              |
| پنجاه و هشتمین مراسم گلدن گلوب | جف بریجز             | Jackson Evans             | رقیب                               |
| پنجاه و هشتمین مراسم گلدن گلوب | ویلم دفو             | ماکس شرک                  | سایه خون‌آشام                       |
| پنجاه و هشتمین مراسم گلدن گلوب | آلبرت فینی           | Edward L. Masry           | ارین براکویچ                       |
| پنجاه و هشتمین مراسم گلدن گلوب | واکین فینیکس         | کومودوس                   | گلادیاتور                          |
| پنجاه و نهمین مراسم گلدن گلوب  | جیم برودبنت          | John Bayley               | آیریس                              |
| پنجاه و نهمین مراسم گلدن گلوب  | استیو بوشمی          | Seymour                   | دنیای روح                          |
| پنجاه و نهمین مراسم گلدن گلوب  | هایدن کریستنسن       | Sam Monroe                | زندگی به عنوان یک خانه             |
| پنجاه و نهمین مراسم گلدن گلوب  | بن کینگزلی           | Don Logan                 | جانور سکسی                         |
| پنجاه و نهمین مراسم گلدن گلوب  | جود لا               | Gigolo Joe                | هوش مصنوعی                         |
| پنجاه و نهمین مراسم گلدن گلوب  | جان ویت              | هاوارد کوسل               | علی                                |
| شصتمین مراسم گلدن گلوب         | کریس کوپر            | John Laroche              | اقتباس                             |
| شصتمین مراسم گلدن گلوب         | اد هریس              | Richard Brown             | ساعت‌ها                             |
| شصتمین مراسم گلدن گلوب         | پل نیومن             | John Rooney               | جاده‌ای به‌سوی تباهی                 |
| شصتمین مراسم گلدن گلوب         | دنیس کواید           | Frank Whitaker            | دور از بهشت                        |
| شصتمین مراسم گلدن گلوب         | جان سی ریلی          | Amos Hart                 | شیکاگو                             |
| شصت و یکمین مراسم گلدن گلوب    | تیم رابینز           | Dave Boyle                | رودخانه میستیک                     |
| شصت و یکمین مراسم گلدن گلوب    | الک بالدوین          | Shelly Kaplow             | خنک‌کننده                           |
| شصت و یکمین مراسم گلدن گلوب    | آلبرت فینی           | Ed Bloom (Old)            | ماهی بزرگ                          |
| شصت و یکمین مراسم گلدن گلوب    | ویلیام اچ میسی       | "Tick Tock" McLaughlin    | سیبیسکوت                           |
| شصت و یکمین مراسم گلدن گلوب    | پیتر سارسگارد        | Chuck Lane                | Shattered Glass                    |
| شصت و یکمین مراسم گلدن گلوب    | کن واتانابه          | Lord Moritsugu Katsumoto  | آخرین سامورایی                     |
| شصت و دومین مراسم گلدن گلوب    | کلایو اوون           | Larry Gray                | نزدیک‌تر                            |
| شصت و دومین مراسم گلدن گلوب    | دیوید کارادین        | Bill                      | بیل را بکش بخش ۲                   |
| شصت و دومین مراسم گلدن گلوب    | جیمی فاکس            | Max Durocher              | وثیقه                              |
| شصت و دومین مراسم گلدن گلوب    | توماس هیدن چرچ       | Jack Cole                 | راه‌های فرعی                        |
| شصت و دومین مراسم گلدن گلوب    | مورگان فریمن         | Eddie "Scrap-Iron" Dupris | دختر میلیون‌دلاری                   |
| شصت و سومین مراسم گلدن گلوب    | جرج کلونی            | Bob Barnes                | سیریانا                            |
| شصت و سومین مراسم گلدن گلوب    | مت دیلون             | John Ryan                 | تصادف                              |
| شصت و سومین مراسم گلدن گلوب    | ویل فرل              | Franz Liebkind            | تهیه‌کنندگان                        |
| شصت و سومین مراسم گلدن گلوب    | پل جیاماتی           | Joe Gould                 | مرد سیندرلایی                      |
| شصت و سومین مراسم گلدن گلوب    | باب هاسکینز          | Vivian Van Damm           | خانم هندرسون تقدیم می‌کند           |
| شصت و چهارمین مراسم گلدن گلوب  | ادی مورفی            | James "Thunder" Early     | دختران رؤیایی                      |
| شصت و چهارمین مراسم گلدن گلوب  | بن افلک              | جرج ریوز                  | هالیوودلند                         |
| شصت و چهارمین مراسم گلدن گلوب  | جک نیکلسون           | Frank Costello            | رفتگان                             |
| شصت و چهارمین مراسم گلدن گلوب  | برد پیت              | Richard Jones             | بابل                               |
| شصت و چهارمین مراسم گلدن گلوب  | مارک والبرگ          | Staff Sgt. Sean Dignam    | رفتگان                             |
| شصت و پنجمین مراسم گلدن گلوب   | خاویر باردم          | Anton Chigurh             | جایی برای پیرمردها نیست            |
| شصت و پنجمین مراسم گلدن گلوب   | کیسی افلک            | Robert Ford               | قتل جسی جیمز به‌دست رابرت فورد بزدل |
| شصت و پنجمین مراسم گلدن گلوب   | فیلیپ سیمور هافمن    | Gust Avrakotos            | جنگ چارلی ویلسون                   |
| شصت و پنجمین مراسم گلدن گلوب   | جان تراولتا          | Edna Turnblad             | اسپری مو                           |
| شصت و پنجمین مراسم گلدن گلوب   | تام ویلکینسون        | Arthur Edens              | مایکل کلیتون                       |
| شصت و ششمین مراسم گلدن گلوب    | هیث لجر (posthumous) | The Joker                 | شوالیه تاریکی                      |
| شصت و ششمین مراسم گلدن گلوب    | تام کروز             | Les Grossman              | تندر استوایی                       |
| شصت و ششمین مراسم گلدن گلوب    | رابرت داونی جونیور   | Kirk Lazarus              | تندر استوایی                       |
| شصت و ششمین مراسم گلدن گلوب    | رالف فاینز           | William Cavendish         | دوشس                               |
| شصت و ششمین مراسم گلدن گلوب    | فیلیپ سیمور هافمن    | Father Brendan Flynn      | تردید                              |
| شصت و هفتمین مراسم گلدن گلوب   | کریستف والتس         | هانس لاندا                | حرامزاده‌های لعنتی                  |
| شصت و هفتمین مراسم گلدن گلوب   | مت دیمون             | Francois Pienaar          | شکست‌ناپذیر                         |
| شصت و هفتمین مراسم گلدن گلوب   | وودی هارلسون         | Capt. Tony Stone          | پیام‌آور                            |
| شصت و هفتمین مراسم گلدن گلوب   | کریستوفر پلامر       | لئو تولستوی               | آخرین ایستگاه                      |
| شصت و هفتمین مراسم گلدن گلوب   | استنلی توچی          | George Harvey             | استخوان‌های دوست‌داشتنی              |

### دهه ۲۰۱۰
| مراسم                           | هنرپیشه             | شخصیت                            | فیلم                          |
| ------------------------------- | ------------------- | -------------------------------- | ----------------------------- |
| شصت و هشتمین مراسم گلدن گلوب    | کریستین بیل         | Dicky Eklund                     | مشت‌زن                         |
| شصت و هشتمین مراسم گلدن گلوب    | مایکل داگلاس        | Gordon Gekko                     | وال استریت: پول هرگز نمی‌خوابد |
| شصت و هشتمین مراسم گلدن گلوب    | اندرو گارفیلد       | ادواردو ساورین                   | شبکه اجتماعی                  |
| شصت و هشتمین مراسم گلدن گلوب    | جرمی رنر            | James "Jem" Coughlin             | شهر                           |
| شصت و هشتمین مراسم گلدن گلوب    | جفری راش            | Lionel Logue                     | سخنرانی پادشاه                |
| شصت و نهمین مراسم گلدن گلوب     | کریستوفر پلامر      | Hal Fields                       | تازه‌کارها                     |
| شصت و نهمین مراسم گلدن گلوب     | کنت برانا           | لارنس الیویه                     | هفته‌ای که با مریلین گذراندم   |
| شصت و نهمین مراسم گلدن گلوب     | آلبرت بروکس         | Bernie Rose                      | رانندگی                       |
| شصت و نهمین مراسم گلدن گلوب     | جونا هیل            | Peter Brand                      | مانیبال                       |
| شصت و نهمین مراسم گلدن گلوب     | ویگو مورتنسن        | زیگموند فروید                    | یک روش خطرناک                 |
| هفتادمین مراسم گلدن گلوب        | کریستف والتس        | Dr. King Schultz                 | جنگوی زنجیرگسسته              |
| هفتادمین مراسم گلدن گلوب        | آلن آرکین           | Lester Siegel                    | آرگو                          |
| هفتادمین مراسم گلدن گلوب        | لئوناردو دی‌کاپریو   | Calvin J. Candie                 | جنگوی زنجیرگسسته              |
| هفتادمین مراسم گلدن گلوب        | فیلیپ سیمور هافمن   | Lancaster Dodd                   | استاد                         |
| هفتادمین مراسم گلدن گلوب        | تامی لی جونز        | تادئوس استیونس                   | لینکلن                        |
| هفتاد و یکمین مراسم گلدن گلوب   | جرد لتو             | Rayon                            | باشگاه خریداران دالاس         |
| هفتاد و یکمین مراسم گلدن گلوب   | برخد عبدی           | Abduwali Muse                    | کاپیتان فیلیپس                |
| هفتاد و یکمین مراسم گلدن گلوب   | دانیل برول          | نیکی لائودا                      | شتاب                          |
| هفتاد و یکمین مراسم گلدن گلوب   | بردلی کوپر          | Richard "Richie" DiMaso          | حقه‌بازی آمریکایی              |
| هفتاد و یکمین مراسم گلدن گلوب   | مایکل فاسبندر       | Edwin Epps                       | ۱۲ مراسم بردگی                |
| هفتاد و دومین مراسم گلدن گلوب   |                     |                                  |                               |
| جی. کی. سیمونز                  | Terence Fletcher    | ویپلش                            |                               |
| رابرت دووال                     | Judge Joseph Palmer | قاضی                             |                               |
| ایثن هاک                        | Mason Evans, Sr.    | پسرانگی                          |                               |
| ادوارد نورتون                   | Mike Shiner         | بردمن                            |                               |
| مارک رافلو                      | دیو شولتز           | فاکس‌کچر                          |                               |
| هفتاد و سومین مراسم گلدن گلوب   |                     |                                  |                               |
| سیلوستر استالونه                | راکی بالبوآ         | کرید                             |                               |
| پل دینو                         | برایان ویلسون       | عشق و بخشش                       |                               |
| ادریس البا                      | The Commandant      | جانوران بدون کشور                |                               |
| مارک رایلنس                     | Rudolf Abel         | پل جاسوس‌ها                       |                               |
| مایکل شنون                      | Rick Carver         | ۹۹ خانه                          |                               |
| هفتاد و چهارمین مراسم گلدن گلوب |                     |                                  |                               |
| آرون تایلر-جانسون               | Ray Marcus          | حیوانات شب‌زی                     |                               |
| ماهرشالا علی                    | Juan                | مهتاب                            |                               |
| جف بریجز                        | Marcus Hamilton     | اگر سنگ از آسمان ببارد           |                               |
| سایمون هلبرگ                    | Cosmé McMoon        | فلورانس فاستر جنکینز             |                               |
| دو پتل                          | Saroo Brierley      | شیر                              |                               |
| هفتاد و پنجمین مراسم گلدن گلوب  |                     |                                  |                               |
| سم راکول                        | Jason Dixon         | سه بیلبورد خارج از ابینگ، میزوری |                               |
| ویلم دفو                        | Bobby Hicks         | پروژه فلوریدا                    |                               |
| آرمی همر                        | Oliver              | مرا با نامت صدا کن               |                               |
| ریچارد جنکینز                   | Giles               | شکل آب                           |                               |
| کریستوفر پلامر                  | جی. پل گتی          | تمام پول‌های جهان                 |                               |
| هفتاد و ششمین مراسم گلدن گلوب   |                     |                                  |                               |
| ماهرشالا علی                    | دان شرلی            | کتاب سبز                         |                               |
| تیموتی شالامی                   | Nic Sheff           | پسر زیبا                         |                               |
| آدام درایور                     | Flip Zimmerman      | بلکککلنزمن                       |                               |
| ریچارد ای گرانت                 | Jack Hock           | هرگز می‌توانی مرا ببخشی؟          |                               |
| سم راکول                        | جرج دابلیو بوش      | معاون                            |                               |
| هفتاد و هفتمین مراسم گلدن گلوب  | برد پیت             | کلیف بوث                         | روزی روزگاری در هالیوود       |
| هفتاد و هفتمین مراسم گلدن گلوب  | آل پاچینو           | جیمی هوفا                        | مرد ایرلندی (فیلم ۲۰۱۹)       |
| هفتاد و هفتمین مراسم گلدن گلوب  | جو پشی              | راسل بوفالینو                    | مرد ایرلندی (فیلم ۲۰۱۹)       |
| هفتاد و هفتمین مراسم گلدن گلوب  | تام هنکس            | فرد راجرز                        | روزی زیبا در محله             |
| هفتاد و هفتمین مراسم گلدن گلوب  | آنتونی هاپکینز      | پاپ بندیکت شانزدهم               | دو پاپ                        |

### دهه ۲۰۲۰
| سال                            | بازیگر            | شخصیت            | فیلم                   | منابع |
| ------------------------------ | ----------------- | ---------------- | ---------------------- | ----- |
| هفتاد و هشتمین مراسم گلدن گلوب | دنیل کالویا       | فرد همپتون       | یهودا و مسیح سیاه      | [ ۱ ] |
| هفتاد و هشتمین مراسم گلدن گلوب | ساشا بارون کوهن   | ابی هافمن        | دادگاه شیکاگو هفت      | [ ۱ ] |
| هفتاد و هشتمین مراسم گلدن گلوب | جرد لتو           | Albert Sparma    | چیزهای کوچک (فیلم)     | [ ۱ ] |
| هفتاد و هشتمین مراسم گلدن گلوب | بیل مری           | Felix Keane      | نوشیدنی با یخ          | [ ۱ ] |
| هفتاد و هشتمین مراسم گلدن گلوب | لسلی اودم جونیور  | سم کوک           | یک شب در میامی…        | [ ۱ ] |
| هفتاد و نهمین مراسم گلدن گلوب  | کدی اسمیت-مک‌فی    | Peter Gordon     | قدرت سگ (فیلم ۲۰۲۱)    | [ ۲ ] |
| هفتاد و نهمین مراسم گلدن گلوب  | جیمی درنان        | Pa               | بلفاست (فیلم)          | [ ۲ ] |
| هفتاد و نهمین مراسم گلدن گلوب  | کیران هایندز      | Pop              | بلفاست (فیلم)          | [ ۲ ] |
| هفتاد و نهمین مراسم گلدن گلوب  | بن افلک           | Charlie Maguire  | کافه امید              | [ ۲ ] |
| هفتاد و نهمین مراسم گلدن گلوب  | تروی کاتسر        | Frank Rossi      | کودا (فیلم ۲۰۲۱)       | [ ۲ ] |
| هشتادمین مراسم گلدن گلوب       | جاناتان کی کوان   | Waymond Wang     | همه‌چیز همه‌جا به یکباره | [ ۳ ] |
| هشتادمین مراسم گلدن گلوب       | برندن گلیسون      | Colm Doherty     | بنشی‌های اینیشرین       | [ ۳ ] |
| هشتادمین مراسم گلدن گلوب       | بری کیوگن         | Dominic Kearney  | بنشی‌های اینیشرین       | [ ۳ ] |
| هشتادمین مراسم گلدن گلوب       | برد پیت           | Jack Conrad      | بابیلون (فیلم ۲۰۲۲)    | [ ۳ ] |
| هشتادمین مراسم گلدن گلوب       | ادی ردمین         | چارلز کالن       | پرستار خوب             | [ ۳ ] |
| هشتاد و یکمین مراسم گلدن گلوب  |                   |                  |                        |       |
| رابرت داونی جونیور             | لوئیس استراوز     | اوپنهایمر (فیلم) | [ ۴ ]                  |       |
| ویلم دفو                       | Dr. Godwin Baxter | بیچارگان (فیلم)  | [ ۴ ]                  |       |
| رابرت دنیرو                    | ویلیام کینگ هیل   | قاتلان ماه گل    | [ ۴ ]                  |       |
| رایان گاسلینگ                  | Ken               | باربی            | [ ۴ ]                  |       |
| چارلز ملتون (بازیگر)           | Joe Yoo           | می دسامبر        | [ ۴ ]                  |       |
| مارک رافلو                     | Duncan Wedderburn | بیچارگان         | [ ۴ ]                  |       |